# Кафаров, Виктор Вячеславович
Виктор Вячеславович Кафа́ров (18 июня 1914 года — 11 октября 1995 года) — советский химик-технолог.

## Биография
Родился 5 (18 июня) 1914 года в Шавли (ныне Шяуляй, Литва). В 1938 году окончил КХТИ имени Кирова. С 1944 года работал в МХТИ имени Д. И. Менделеева (с 1960 заведующий кафедрой). Член КПСС с 1952 года. Действительный член АН СССР (1979; член-корреспондент с 1966 года). Имеет азербайджанские корни.
Основатель школы кибернетики в химической технологии в России. Исследования посвящены процессам и аппаратам химической технологии и кибернетике химико-технологических процессов. Развил в 1950-е годы теорию массопередачи, ввёл новые критерии подобия с учётом турбулентного переноса и представлений о факторе динамического состояния поверхности.
Рассмотрел вопрос о моделировании гидродинамических, тепловых и диффузионных процессов в химических реакторах на основе теории подобия и показал в 1963 году недостаточность этой теории для моделирования химических процессов. Обосновал в 1960—1970 годах системные принципы математического моделирования химических процессов.
Открыл в 1949 году совместно с Л. И. Бляхманом и Л. Н. Плановским явление скачкообразного увеличения тепло- и массообмена при инверсии фаз (открытие №141 с приоритетом от 6 июля 1949 г. Опубл. в Б.И., 21.03.1974, В 30).
- 1962—1963 гг. — декан инженерного физико-химического факультета Московского химико-технологического института им. Д. И. Менделеева[1].

Умер 11 октября 1995 года. Похоронен в Москве на Троекуровском кладбище.

## Награды и звания
- Государственная премия СССР (1982) — за учебник «Основы массопередачи» (1979, 3-е издание)
- орден Ленина (1984)[2]
- ордена Трудового Красного Знамени (1967, 1974)
- орден Дружбы народов (21 июня 1994) — за большие заслуги в развитии отечественной науки и подготовку высококвалифицированных специалистов[3]
- Золотая медаль ВДНХ (1975)
- премия имени Д. И. Менделеева (1978)
- орден «Кирилл и Мефодий» I степени (1985)
- Золотая медаль имени Д. И. Менделеева АН СССР и Всесоюзного химического общества им. Д.И. Менделеева (1991)
- почётный доктор Генуэзского университета (1991)
- эксперт Международного комитета по Нобелевским премиям в области химии и химической технологии